# Бабенко, Василий Алексеевич
Васи́лий Алексе́евич Бабе́нко (21 (9) апреля 1877 — 1955) — российский и советский учёный-археолог, краевед и этнограф, в 1900 году открывший салтовскую культуру (VII—IX века), Герой Труда (1928).

## Биография
Василий Алексеевич родился 21 (9) апреля 1877 года в городе Волчанске, Харьковской губернии, в семье мастера по изготовлению мебели и кухарки у местного мелкого помещика — Фёдора Петровича Попова.

### Ранние годы
В раннем детстве начала работать посыльным у помещика, где также работала его мать, дружил с помещичьими детьми. В 1890 году поступил в трёхклассную школу, где получил начальное образование.
Послушавшись совета помещика, Василий поступает в, только что организованную, Педагогическую семинарию, вместе с его на земскую стипендию, где учится следующие шесть лет. Пока обучался, Бабенко собирал свою библиотеку из таких журналов как «Нива», «Вокруг света» и других, газетных заметок; а также собирал коллекции насекомых и гербарии. В этот период он начинает изучение истории родного края.

### Становление
В 1897 году Василий получает диплом народного учителя и работу в земской школе селе Верхний Салтов. Сразу же после окончания учёбы он организует историко-краеведческий музей, куда поместил свою коллекцию, собранную за время учёбы. Пополнял этот музей также Василий Алексеевич различными предметами быта и старинными предметами, вышедшими из употребления, найденные в округе. Ему помогали и местные жители, которые приносили свои или найденные предметы старины.
Продолжая своё образование он окончил Высшие учительские курсы в Харькове, где он прошёл специализированный курс истории и этнографии.
В 1900 году учитель сельской школы Бабенко, расчищая вместе с крестьянином Капиносом размытый водой склон одного из здешних оврагов, обнаружил довольно хорошо сохранившееся древнее катакомбное захоронение. О своей находке Бабенко сообщил в Харьковский университет. На место сразу же были командированы начинающие археологи М. Е. Воронец и П. П. Ефименко (впоследствии — академик Академии наук Украинской ССР). Со следующего года и до начала Первой мировой войны Бабенко сначала с учёными, а затем самостоятельно вёл раскопки могильника и расположенного рядом городища. Он же дал первое описание городища и крепости.
Многие видные исследователи принимали участие в раскопках Верхне-Салтовского археологического памятника. Среди них председатель Московского археологического общества графиня П. С. Уварова, известные учёные-историки Н. Е. Макаренко и А. С. Федоровский. За период с 1902 по 1915 год в окрестностях Верхнего Салтова было исследовано 343 катакомбных захоронения, 3 погребения в ямах и 7 конских могил. Вещи из катакомбных захоронений данного памятника пополнили археологические коллекции ведущих музеев дореволюционной России — Москвы, Санкт-Петербурга, Хельсинки, Одессы. Обнаруженный материал был настолько богатым, оригинальным и разнообразным, что сразу же встал вопрос, какому из известных народов раннего Средневековья он принадлежит. Первооткрыватель памятника В. А. Бабенко считал, что крепость и расположенный рядом могильник принадлежали хазарам, о чём говорится в его статье «Памятники хазарской культуры на юге России».

## Рассмотрение трудов на археологических съездах
Его труды были рассмотрены на археологических съездах:
- XII Съезд, в Харькове, 1902 г.:
  - Бабенко В. А., Древние Салтовские придонецкие окраины южной России;
- XIII Съезд, в Екатеринославле, в 1905 году
  - Бабенко В. А., Дневник раскопок в Верхнем Салтове, 1905 г.;
  - Бабенко В. А., Дополнение к докладу;
  - Бабенко В. А., Дневник раскопок в Верхнем Салтове, 1906 г.
- XIV Съезд, в Чернигове, 1908 г.
  - Бабенко В. А., Новые систематические исследования Верхнесалтовского могильника, 1908 г.;
  - Бабенко В. А., Дневник раскопок;
  - Бабенко В. А., Продолжение тех же раскопок.

## Издания трудов
В начале XXI века работы Бабенко переизданы репринтным способом музеем «Верхний Салтов», носящим имя исследователя, и труднодоступны для широкого круга читателей.

## Основные труды
- Каталог Выставки XII Археологического съезда в г. Харькове. — Харьков, 1902. — 915 с. (В. А. Бабенко- автор небольших пояснительных текстов к нескольким разделам каталога).
- Бабенко В. А. Этнографические очерки народного быта Екатеринославского края. — Екатеринослав, 1905. — 144 с.
- Бабенко В. А. Из этнографических наблюдений в Екатеринославской губернии // Сборник Харьковского историко-филологического общества. Т. 16: Труды Харьковской комиссии по устройству XIII археологического съезда в г. Екатеринославе. — Харьков, 1905. — С. 337—348.
- Бабенко В. А. Коцарство в Харьковской губернии // Вестник Харьковского историко-филологического общества. 1913. — Вып. 4. — С. 61 — 66[2].